# Kölcsönös érthetőség
A kölcsönös érthetőség a nyelvészetben két vagy több nyelv azon tulajdonsága, amelynek köszönhetően bármelyikük beszélői megértik többé–kevésbé a másikat vagy a többit anélkül, hogy tanulták volna őket. A rokon nyelvek kölcsönös érthetőségének mértékét legfőképpen a szókincs-, illetve a hangrendszerbeli hasonlóságok határozzák meg.

## A kölcsönös érthetőség és aszociolingvisztika
A kölcsönös érthetőség az egyik kritérium, amely alapján a legegyszerűbben meg lehetne különböztetni egymástól a nyelvet és a dialektust. Az Ethnologue szerint a határvonal 85%-os szókészleti egyezésnél húzható meg: e kritérium szerint az ennél alacsonyabb értékek már valószínűleg nehezítik a megértést, míg magasabbak esetén dialektusról is beszélhetünk. Ugyanakkor itt szociolingvisztikai tényezők is számításba jöhetnek. Például, olykor igen közeli rokonságban álló, teljes mértékben kölcsönösen érthető dialektusokat is külön nyelveknek tekintenek társadalmi, politikai okokból (például spanyol és az asztúriai), de az is előfordul, hogy kölcsönösen csak nehezen vagy egyáltalán nem érthető dialektusokat csupán ugyanazon nyelv változatai között tartanak számon (például az olasz és a dél-olaszországi dialektusok).

## A kölcsönös és az aszimmetrikus érthetőség

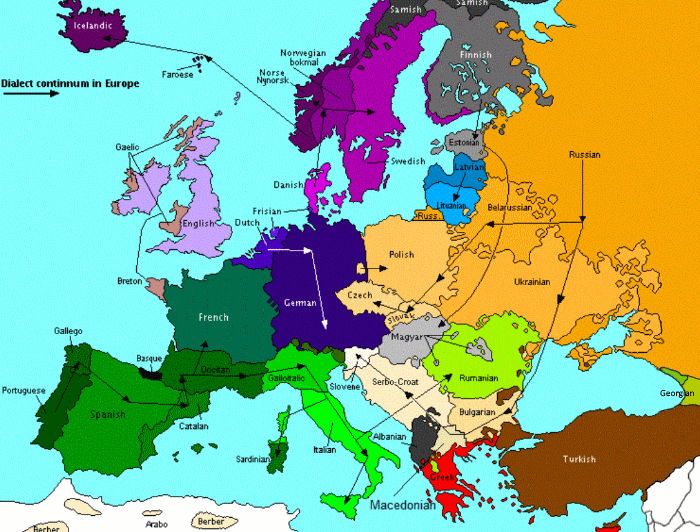
A fontosabb dialektuskontinuumok Európában

A nyelvek közötti érthetőség lehet aszimmetrikus is, ha az egyik beszélői jobban értik a többi nyelvet, mint fordítva. Ilyen például a spanyol és a portugál: a portugálul beszélők nagyon könnyen megértik a spanyolt, míg a spanyol ajkúak sokkal nehezebben értik meg a portugált az írás és a kiejtés közötti különbségek miatt. 
Kölcsönösnek tehát csak akkor tekintjük a két vagy több nyelv között fennálló érthetőséget, ha az viszonylag szimmetrikus. Kölcsönös érthetőség rokon – és többnyire egymáshoz földrajzilag közel eső – nyelvek között állhat fenn különböző mértékben, gyakran dialektuskontinuum formájában.

## A kölcsönös érthetőség értelmezésének problémái

### Szubjektivitás
A kölcsönös érthetőség fogalma azért is problémás, mert a nyelvek azonosságának problémájából kiindulva ez is meglehetősen szubjektív. Előfordul, hogy két, kölcsönösen jól érthetőnek vélt nyelvet különböző beszélők eltérő mértékben értenek, ami függ az egyén iskolázottságától, nyelvérzékétől és műveltségétől is. Példaként, egy egyszerű olasz nyelvű szöveget egy jó nyelvvérzékkel rendelkező spanyolul tudó könnyedén megért – mind írásban, mind szóban; ugyanakkor lehetséges, hogy egy egyszerű, iskolázatlanabb spanyol ajkú szinte semmit nem ért meg belőle.

### Szóbeli és írásbeli érthetőség
Sok esetben szintén eltér az írásbeli, illetve a szóbeli kölcsönös érthetőség. Az újlatin nyelvek példájánál maradva, helyesírásuk viszonylag egységes, egyik nyelv beszélője számára sem okozhat különösebb nehézséget egyszerű szövegek megértése a többi nyelven (figyelembe véve természetesen az előző bekezdésben leírtakat), azonban a meglehetősen eltérő kiejtés bizonyos nyelvek esetében (például a francia és a csoport többi nyelve között) ellehetetlenítheti a szóbeli kölcsönös megértést.

## Kölcsönösen érthető és nem érthető nyelvek
Az alábbi felsorolások – a teljesség igénye nélkül – a bizonyos mértékben kölcsönösen érthetőnek vélt, illetve a közeli rokonságuk ellenére egyáltalán nem vagy csak minimális mértékben kölcsönösen érthető nyelveket tartalmazzák. Az előző részben leírt értelmezési nehézségekből adódóan a listák nem tudományosak, csupán tájékoztató jellegűek.

### Kölcsönösen érthető nyelvek

#### Indoeurópai nyelvcsalád
Germán nyelvek
- Afrikaans és holland (ugyanazon nyelv távoli területi változatai)
- Német és jiddis
- Dán, norvég és svéd
- Angol és scots (a második felfogható az angol régiesebb változatának)

Szláv nyelvek
- Fehérorosz, orosz és ukrán
- Bolgár és macedón (utóbbi felfogható bolgár nyelvjárásként is, tekintve a 20. századi macedón nemzetépítésre)
- Horvát, szerb, bosnyák (ugyanazon nyelv változatai) és szlovén
- Lengyel, szlovák, cseh és szorb

Újlatin nyelvek
- Katalán és okcitán
- Olasz (sztenderd), szicíliai és számos olaszországi dialektus
- Portugál (csak írásban), gallego, spanyol, katalán, olasz

Indoiráni nyelvek
- Pandzsábi, hindi, urdu, gudzsaráti

#### Austronéz nyelvcsalád
- Szamoai és tongai

#### Török nyelvek
- Oszmán-török és azeri
- Türkmén és krími tatár

#### Bantu nyelvcsalád
- Zulu és xhosza
- Bukusu és masaaba

#### Uráli nyelvcsalád
- A észt és a finn többnyire megérti egymást.[2]

### Kölcsönösen nem érthető nyelvek
Germán nyelvek
- Számos németországi dialektus egymással kölcsönösen nem érthető, különösképpen észak–déli irányban.
- Az izlandi a többi északi germán nyelvvel (svéd, norvég, dán).

Újlatin nyelvek
- A francia – beszédben – az összes többi újlatin nyelvvel (kivéve néhány galloromán dialektust).
- A román az összes többi újlatin nyelvvel (kivéve a keleti újlatin nyelveket alkotó többi dialektust).

Egyéb indoeurópai nyelvek
- Az újgörög és az ógörög
- A lett és a litván
- Az albán és arberes nyelv

Kínai nyelvek
- A kínai mandarin és a kantoni

Uráli nyelvcsalád
- A magyar az összes többi finnugor nyelvvel.

## Lásd még
- Dialektuskontinuum
- Nyelvcsalád